# Odenplan metróállomás
A Odenplan metróállomás egy metróállomás Svédországban, a fővárosban, Stockholmban a Stockholmi metró zöld vonalán.

## Metróvonalak
Az állomást az alábbi metróvonalak érintik:
- zöld metróvonal

## Kapcsolódó állomások
A metróállomáshoz az alábbi állomások vannak a legközelebb:
- Sankt Eriksplan metróállomás (Hässelby strand metro station, délnyugat, Line 19)
- Rådmansgatan metróállomás (Hagsätra metro station, délkelet, Line 19)
- Sankt Eriksplan metróállomás (Alvik metro station, Line 18)
- Sankt Eriksplan metróállomás (Åkeshov metro station, Line 17)
- Rådmansgatan metróállomás (Skarpnäck metro station, Line 17)
- Rådmansgatan metróállomás (Farsta strand metro station, Line 18)